# Crepidomanes pallidum
Crepidomanes pallidum là một loài thực vật có mạch trong họ Hymenophyllaceae. Loài này được (Blume) K. Iwats. miêu tả khoa học đầu tiên năm 1984.